# 전갈자리 엡실론
전갈자리 엡실론은 전갈자리에 있는 별이다. 이 별은 아주 가끔씩 패트릭 무어가 소개했던 웨이로 불리기도 한다.
웨이(尾)는 ‘꼬리’를 뜻하는 말로 중국의 별자리 이십팔수 중 미수에 해당된다. 미수에 해당하는 별들로는 뮤1-2, 제타1-2, 에타, 세타, 요타, 카파, 웁실론, 람다 가 있다. 전갈자리 엡실론은 미수의 두 번째 별로 미수이(尾宿二, 병음 : Wěixiùèr)라 불린다.

## 같이 보기
- 미수(尾宿) : 동방청룡 7수(宿) 중 여섯 번째에 해당되는 별자리.